# Het laatste offer
Het laatste offer is een esoterische roman, geschreven door Simone van der Vlugt en werd uitgebracht op 14 februari 2007. Hoewel de recensies niet erg positief waren, gingen binnen twee maanden 70.000 exemplaren over de toonbank. Het boek stond op de shortlist voor de NS Publieksprijs.

## Het verhaal
In Het laatste offer doet een archeoloog een belangrijke ontdekking in Egypte. Birgit, werkzaam op een makelaarskantoor in Alkmaar, raakt bij deze ontdekking betrokken via Jef, die ze in een discotheek ontmoet en na een verdere seksuele kennismaking spoorloos verdwijnt. Een zoektocht naar haar minnaar brengt Birgit naar Egypte, van waaruit ze met Jef verder zoekt naar de Ark des Verbonds, die een massavernietigingswapen blijkt te zijn geweest.

## Inspiratie
Het gegeven dat de Ark des Verbonds een massavernietigingswapen was, is ontleend aan pseudoarcheoloog Graham Hancock.